# Petr Faber
Svatý Petr Faber (13. dubna 1506 Villaret – 1. srpna 1546 Řím) byl prvním společníkem svatého Ignáce z Loyoly při zakládání jezuitského řádu.

## Život
Narodil se v roce 1506 v savojském městě Villaret. Od roku 1525 studoval filozofii a teologii na Sorbonně v Paříži, kde byl spolužákem a spolubydlícím Ignáce z Loyoly a Františka Xaverského. Na kněze byl vysvěcen v roce 1534. Byl prvním knězem v jezuitském řádu. Během svého krátkého života působil na různých místech Evropy. V Benátkách se sešel se sv. Ignácem a Diegem Laínezem.  
Psal si deník, který se dochoval a je významným svědectvím o jeho době, o prvních jezuitech a o okolnostech vzniku jezuitského řádu z pohledu jednoho z jeho zakladatelů. 
Zemřel v Římě 1. srpna 1546.

## Úcta
V roce 1872 jej papež Pius IX. blahořečil. Svatořečen byl 17. prosince 2013 papežem Františkem.

## Ikonografie a vyobrazení

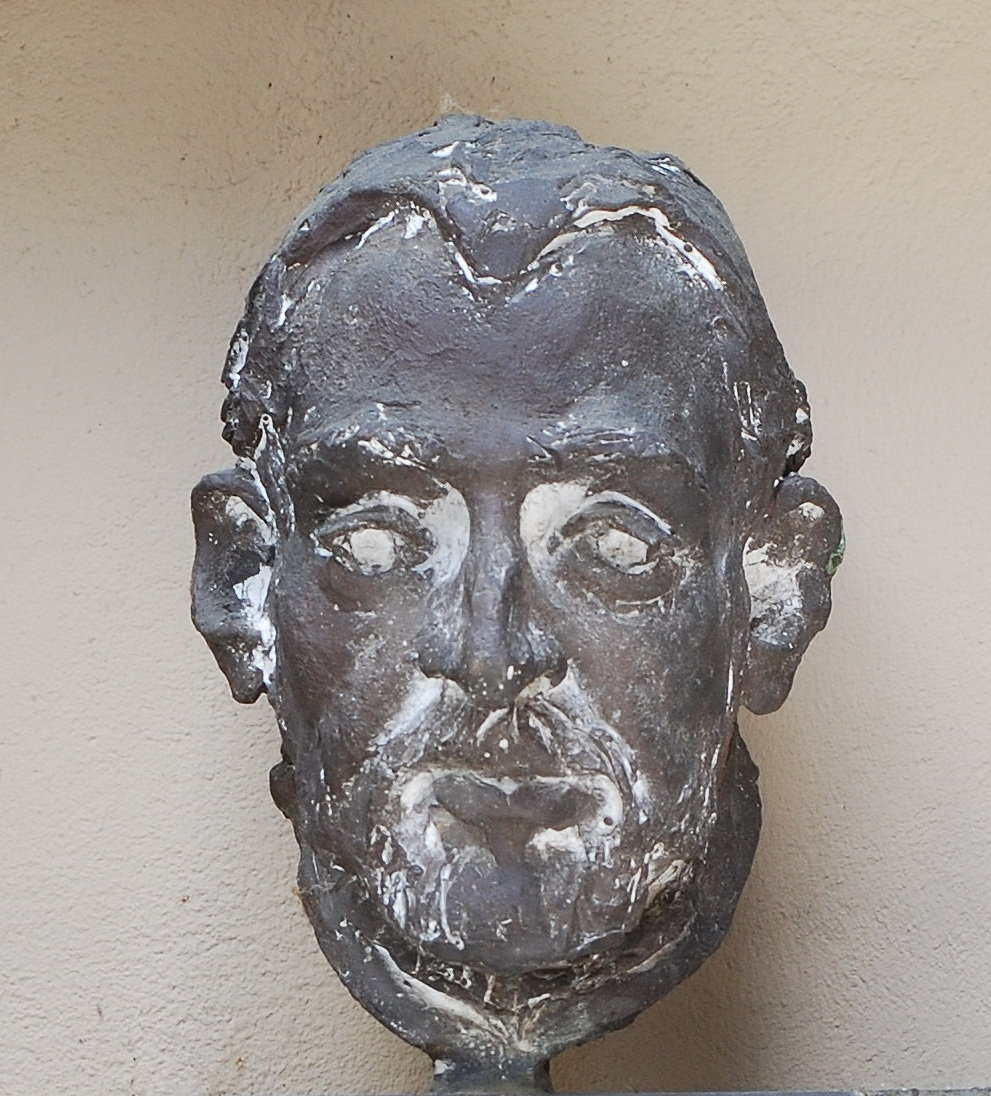
Peter Faber, Hlava portrétní sochy, zničené náletem, z kostela sv. Kryštofa v Mohuči

Bývá vyobrazen jako klerik jezuitského řádu v černé sutaně, bez individuálních atributů, často jako doprovod sv. Ignáce z Loyoly a druha Diega Lainéze. Proto  býval málokdy správně identifikován.  
- v trojici se svými druhy a spolustudujícími z koleje: Ignácem z Loyoly a Františkem Xaverským
- Oltářní obraz od Jana Umlaufa namalovaný k blahořečení r. 1872, v kapli sv. Aloise kostela sv. Ignáce v Praze [1]